# George William
George William, Pseudonym George Freund, (* 11. März 1982 in Massapequa, New York) ist ein US-amerikanischer Musiker der Gruppe Save Our Souls, wo er als Singer-Songwriter fungiert und ein ehemaliger Kameramann, Regisseur und Schauspieler (u. a. All My Children, Tony n´ Tina´s Wedding). Er lebte einige Zeit lang in der Präfektur Chiba/Japan, bevor er zurück nach New York City zog.

## Schulischer Werdegang
2003 erlangte George William an der University of Central Florida in Orlando sein Studium im Fachgebiet Motion Film Technologie, wobei er sich auf das Screenwriting fokussiert hat. Im selben Jahr lernte er bei Irma Sandrey methodisches Schauspielen am Lee Strasberg Theater Institute in New York. Von 2006 bis 2008 lernte er bei Teri Schneider in den T Schreiber Studios. Außerdem lernte er 2006 unter Milton Justice das professionelle Arbeiten mit der Kamera. 2009 arbeitete er gemeinsam mit Meisner und DW Brown in Los Angeles. Neben seiner Muttersprache beherrscht William auch die spanische Sprache.

## Karriere

### Film
2003 war William erstmals hinter der Kamera tätig. Er war Kameramann und Regisseur in dem Film The Last Days of the Hate Bombs tätig. Er war neben Michael LaPointe, Mike Marshall und Patrick Gibson der vierte Kameramann. William arbeitet in der Filmbranche unter dem Namen George Freund. Er arbeitet außerdem bei Category 5 Films, die The Last Days of the Hate Bombs produziert haben. Er spielte außerdem in den Filmen Cyberchase, Edison's Horse, Sex and the City, The Day After Tomorrow, Zoot Suit Riot, Hindsight, The Cold, I Got You Babe, Angel und in der bekannten amerikanischen Fernsehserie All My Children. In diesen Filmen und Serien hatte er allerdings lediglich Neben- und Gastrollen. Er hat mit dem Schauspielen aufgehört um sich auf seine Karriere als Musiker zu fokussieren.

### Musik
Nachdem George William in die USA zurückgekehrt war, arbeitete er zunächst als Schauspieler, bevor er 2003 gemeinsam mit Elias Tannous und Jason D’Amelio die Band Chiba-Ken gründete. Ein Jahr später veröffentlichte die Band ihre erste Demo. 2005 folgte mit Faces of the Moment ihre erste EP. Diese wurde von mehreren Online-Magazinen positiv bewertet. Nachdem er mit der Band 2006 eine weitere Demo veröffentlichte, wurde die Band 2006 von Gotham Records unter Vertrag genommen. Noch im Oktober desselben Jahres folgte ihr Debütalbum Are We Innocent?, welches sich rund 7.000 Mal verkaufte. Die Band verließ das Label jedoch wieder und nahmen 2009 ihr zweites Album auf, das unter dem Namen Hard to Be Human erschienen ist.
Anfang 2010 löste sich Chiba-Ken auf und William gründete mit den ehemaligen Chiba-Ken-Musikern die Progressive-Metal-Band Save Our Souls. Im Januar 2012, nach einer langen Umstrukturierungsphase der Band, erschien die Debüt-EP Animal.

### Songwriting
George William schreibt die Songs selber. Meistens handeln diese von gesellschaftlichen Problemen, politische Kritik, Liebe, Krieg und Depressionen. In den Songtexten der Band sieht man den Ärger und die Wut des Sängers über die Gesellschaft deutlich an. Er verarbeitet sozialkritische Themen auf einer dunklen satirischen Weise.

### Weiteres
William ist Gründer von Poppa Tony Music. Den Namen wählte er, da er sowohl in der Serie All My Children als auch bei Tony n' Tina's Wedding die Rolle eines Tony bekam und von den Bandmitgliedern Poppa Tony genannt wurde. Bei dieser Publishing-Firma lizenziert die Band ihre musikalischen Werke. Unter der Filmproduktions-Firma Category 5 Films werden Musikvideos, Musikdokumentationen, Live-Konzert-Fotomontagen produziert. Er ist begeisterter Sportler. Unter seinen Lieblingssportarten zählt er Lacrosse, Fußball, American Football, Baseball und Rollerblading.
Sein Vater heißt ebenfalls George William. Dieser wurde am 11. März 1953 geboren. George William Sen. arbeitet ebenfalls bei Category 5 Films, als Schatzmeister. Er war ebenfalls Musiker in einer Band, wo er als Schlagzeuger fungierte.

## Filmografie

### Als Kameramann und Regisseur
- 2003: The Last Days of the Hate Bombs

### Als Schauspieler
| Filme         | Filme                  | Filme         | Filme                                                  |
| Jahr          | Filmtitel              | Rolle         | Anmerkungen                                            |
| ------------- | ---------------------- | ------------- | ------------------------------------------------------ |
| unbekannt     | Hindsight              | Jax           |                                                        |
| unbekannt     | Edison's Horse         | Lead          | Hauptrolle?                                            |
| unbekannt     | Zoot Suit Riot         | Patron        |                                                        |
| 2004          | The Day After Tomorrow | Geschäftsmann | Nebenrolle                                             |
| unbekannt     | The Cold               | Spion         |                                                        |
| unbekannt     | Angel                  | Lead          | Hauptrolle?                                            |
| unbekannt     | I Got You Babe         | Extra         | ??                                                     |
| Fernsehserien |                        |               |                                                        |
| Jahr          | Filmtitel              | Rolle         | Anmerkungen                                            |
| unbekannt     | All My Children        | Gastauftritt  | Under 5 - Recurring                                    |
| unbekannt     | Cyberchase             | Tony          |                                                        |
| unbekannt     | In Search Of…          | Zeitreisender |                                                        |
| unbekannt     | Sex and the City       | Kellner       |                                                        |
| unbekannt     | Dodge University       | Extra         |                                                        |
| Werbung       |                        |               |                                                        |
| Jahr          | Werbung für            | Rolle         | Anmerkungen                                            |
| unbekannt     | Men’s Health           | -             |                                                        |
| unbekannt     | National City Bank     | -             |                                                        |
| unbekannt     | Fuji Film              | Fotograf      |                                                        |
| Theater       |                        |               |                                                        |
| Jahr          | Theaterstück           | Rolle         | Anmerkungen                                            |
| unbekannt     | Tony n 'Tina's Wedding | Tony          | Hauptrolle, seit 1988 laufende Off-Broadway-Produktion |

## Diskografie
- siehe Save Our Souls